# Celestino Migliore
Celestino Migliore (* 1. července 1952 Cuneo) je italský římskokatolický duchovní, arcibiskup a diplomat.

## Život
Narodil se 1. července 1952 v Cuneu.
Vstoupil do kněžského semináře a teologické vzdělání získal na Diecézním teologickém institutu ve Fossano. Dne 25. června 1977 byl biskupem Carlem Aliprandim vysvěcen na kněze a inkardinován do diecéze Cuneo. Pokračoval ve studiu na Papežské lateránské univerzitě v Římě, kde získal doktorát z kanonického práva. Je absolventem Papežské církevní akademie.
Po římských studiích vstoupil do diplomatických služeb Svatého stolce. Svou diplomatickou kariéru započal na apoštolské nunciatuře v Angole a roku 1984 přešel k papežskému zastupitelství při Organizaci amerických států. Následně působil na nunciatuře v Egyptě a Polsku. Roku 1992 byl papežem Janem Pavlem II. ustanoven stálým pozorovatelem při Radě Evropy, kterým byl do 16. prosince 1995 kdy se stal podsekretářem sekce pro vztahy se státy Státního sekretariátu.
Dne 30. října 2002 byl papežem jmenován stálým pozorovatelem při Organizaci spojených národů s povýšením na titulárního arcibiskupa z Canosy. Biskupské svěcení přijal 6. ledna 2003 z rukou papeže a spolusvětiteli byli arcibiskupové Leonardo Sandri a Antonio Maria Vegliò. Dne 30. června 2010 jej papež Benedikt XVI. jmenoval apoštolským nunciem v Polsku.
Dne 28. května 2016 se stal nunciem v Rusku a 21. ledna 2017 také v Uzbekistánu. Od 11. ledna 2020 byl papežem Františkem převeden do úřadu apoštolského nuncia ve Francii.